# Lambert Bumiller
Lambert Bumiller (* 15. Oktober 1852 in Jungingen; † 19. August 1908 in Bezau) war ein deutscher katholischer Geistlicher und Mitglied des Deutschen Reichstags.

## Leben
Bumiller besuchte das Hohenzollern-Gymnasium Sigmaringen, die Universitäten in Innsbruck und Löwen, die Akademie in Münster und das Priesterseminar zu St. Peter bei Freiburg. Danach war er vier Jahre Hilfsgeistlicher an verschiedenen Orten in Württemberg, Katechet in Chotieschau in Böhmen, Präfekt am Fidelianum in Sigmaringen und Religionslehrer und wissenschaftlicher Lehrer an der höheren Bürgerschule in Hechingen. Ab 1891 war er Pfarrer in Ostrach und ab 1898 erzbischöflicher Dekan. In dieser Zeit erhielt die Katholische Pfarrkirche St. Pankratius ihre heutige Form.
Von 1894 bis 1905 war er als Vertreter des Wahlkreises Hohenzollern Mitglied des Preußischen Abgeordnetenhauses und von 1893 bis 1906 des Deutschen Reichstags für den Wahlkreis Hohenzollernsche Lande – Regierungsbezirk Sigmaringen 1 Sigmaringen, Hechingen für die Deutsche Zentrumspartei.
Er war am 19. August 1908, dem ersten Tag seines Erholungsurlaubs, in Bezau im Bregenzer Wald an den Folgen eines Herzleidens verstorben, wurde am 20. August überführt und am 22. August in Ostrach beerdigt.

## Würdigung
Seit der Neugestaltung des Priestergrabes steht das Grabkreuz von Lambert Bumiller als Feldkreuz an der Riedstraße von Ostrach nach Dichtenhausen (47° 56′ 25,6″ N, 9° 22′ 32,8″ O). In Ostrach gibt es eine Dekan-Bumiller-Straße.